# Leucobryum parvulum
Leucobryum parvulum là một loài rêu trong họ Dicranaceae. Loài này được Cardot mô tả khoa học đầu tiên năm 1904.